# 叶夫根尼娅·格卢申科
叶夫根尼娅·康斯坦丁诺夫娜·格卢申科（俄語：Евгения Константиновна Глушенко，1952年9月4日—），苏联及俄罗斯女演员。俄罗斯联邦人民艺术家。

## 生平
1952年生于顿河畔罗斯托夫。在罗斯托夫戏剧学校学习一年后前往莫斯科。1974年毕业于谢普金戏剧学校，师从米哈伊尔·察廖夫。同年进入莫斯科小剧院担任舞台剧女演员。她的第一个角色是在格里博耶多夫的戏剧《聪明误》中饰演丽莎。1996年转至俄罗斯陆军剧院。2000年4月又回到莫斯科小剧院。
1977年，她在尼基塔·米哈尔科夫执导的电影《未完成的机械钢琴曲》中饰演普拉托诺娃。这是她首次在银幕中亮相。1979年，她在《奥勃洛莫夫一生中的几天》中饰演奥勃洛莫夫的母亲。1983年，在电影《自己希望的爱情》中饰演女主角，获得第33届柏林国际电影节最佳女演员银熊奖。

## 荣誉
- 友谊勋章（2003年）[3]
- 俄罗斯联邦人民艺术家（1995年）[4]
- 俄罗斯苏维埃联邦社会主义共和国功勋艺术家（1988年）
- 俄罗斯联邦国家奖（2003年）